# Colobogaster chlorosticta
Colobogaster chlorosticta es una especie de escarabajo del género Colobogaster, familia Buprestidae. Fue descrita científicamente por Klug en 1825.